# Connecticut Whale
Connecticut Whale  es un equipo profesional de hockey sobre hielo de los Estados Unidos, con base en el XL Center de Hartford, Connecticut. Compite desde el año 1997 en la American Hockey League como filial de New York Rangers en la división formativa de la National Hockey League.

## Los jugadores actuales

### Porteros
- David LeNeveu
- Miika Wiikman

### Defensor
- Dave Liffiton
- Corey Potter
- Michael Sauer
- Andrew Hutchinson
- Bob Sanguinetti
- Ivan Baranka
- Jake Taylor
- Thomas Pock

### Atacantes
- Brodie Dupont
- Greg Moore
- Alex Bourret
- Pierre-Alexandre Parenteau
- Josh Gratton
- Francis Lessard
- Hugh Jessiman
- Lauri Korpikoski
- Mitch Fritz
- Dane Byers
- Artem Anisimov
- Mike Ouellette
- Mike Taylor
- Jordan Owens
- Tomas Zaborsky

## Entrenador
- E. J. McGuire (1997-1999)
- John Paddock (1999-2002)
- Ryan McGill (2002-2005)
- Jim Schoenfeld (2005-2007)
- Ken Gernander (2007-esta)

## Récord de Franquicia
- Goles: 50 Brad Smyth (2000-01)
- Asistencias: Derek Armstrong (2000-01)
- Puntos: 101 Derek Armstrong (2000-01)
- Pena de Actas: 415 Dale Purinton (1999-00)
- Promedio de goles recibidos: 1,59 Jason LaBarbera (2003-04)
- Porcentaje Ahorro: 93,6% Jason LaBarbera (2003-04)

## Todas las temporadas
- Goles: 184 Brad Smyth
- Asistencias: 184 Brad Smyth
- Puntos: 365 Brad Smyth
- Pena de Actas: 1077 Dale Purinton
- Guardian victoria: Jason LaBarbera
- Blanqueadas: 91 Jason LaBarbera
- Número de pieza: 599 Ken Gernander

- Datos: Q883425
- Multimedia: Hartford Wolf Pack / Q883425